# Zemo Nikozi
Zemo Nikozi – wieś w Gruzji, w regionie Wewnętrzna Kartlia, w gminie Gori. W 2014 roku liczyła 643 mieszkańców.